# Zbjeg
Zbjeg – wieś w Chorwacji, w żupanii brodzko-posawskiej, w gminie Bebrina. W 2011 roku liczyła 427 mieszkańców.